# Gare de Thuès-les-Bains
Gare de Thuès-les-Bains vasútállomás Franciaországban, Thuès-Entre-Valls településen.

## Vasútvonalak
Az állomást az alábbi vasútvonalak érintik:
- Ligne de Cerdagne

## Kapcsolódó állomások
A vasútállomáshoz az alábbi állomások vannak a legközelebb:
- Gare de Nyers (Gare de Villefranche - Vernet-les-Bains)
- Gare de Thuès-Carença (Gare de Latour-de-Carol - Enveitg)